# Chlorodynerus
Chlorodynerus (лат.) — род одиночных ос (Eumeninae). Известно около 30 видов. Афротропика, Юго-Восточная Азия, Палеарктика. В 2017 году один вид (Chlorodynerus ypsilon) был впервые найден в России (Дагестан).

## Описание
Осы средних размеров. Тело преимущественно жёлтое с редкими чёрными пятнами. Взрослые самки охотятся на личинок насекомых, которые служат кормом для развития собственных личинок осы. От близких родов отличаются следующими признаками: пронотум с передней поверхностью, густо пунктированной латерально, без дорсального киля; мезоплеврон без эпикнемального киля; голени задних ног самцов изменены, апикально вздуты; цефалическая ямка находится далеко от затылочного киля.

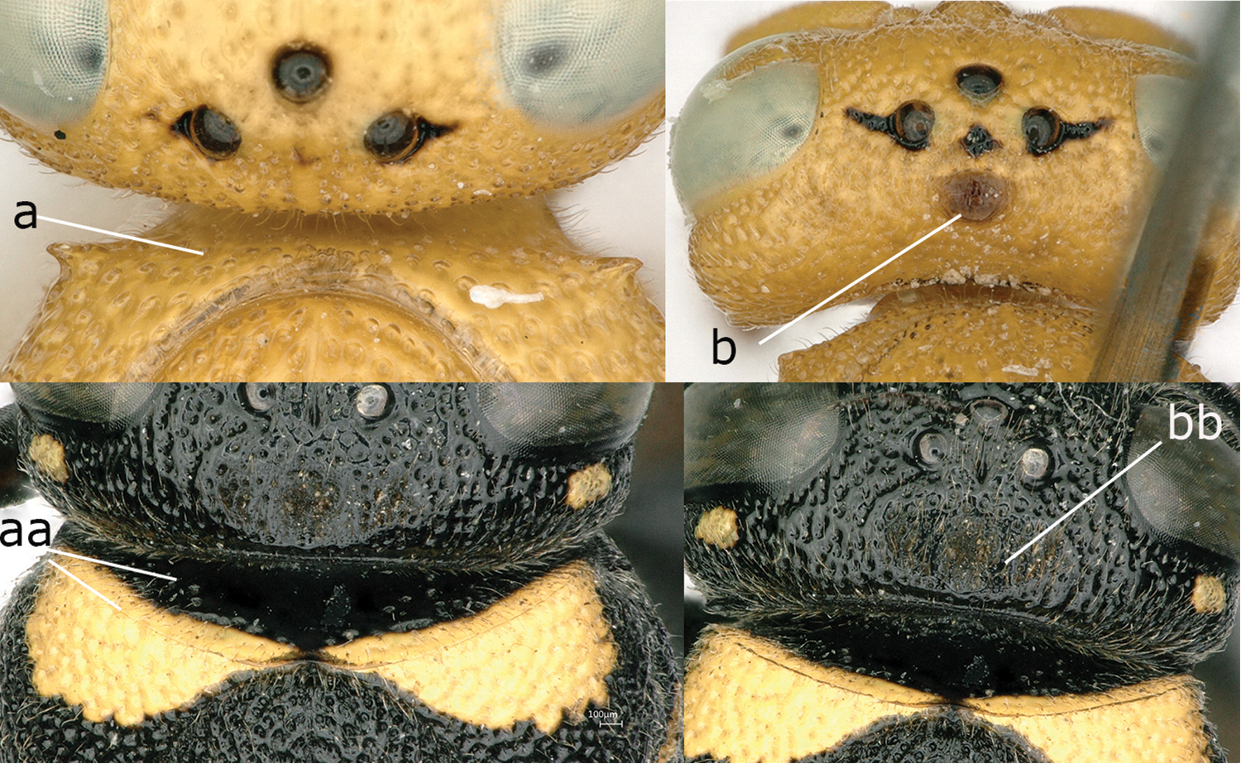
Пронотум (a, aa), голова (b, bb). Chlorodynerus diglaensis (a-b). Euodynerus (aa-bb).
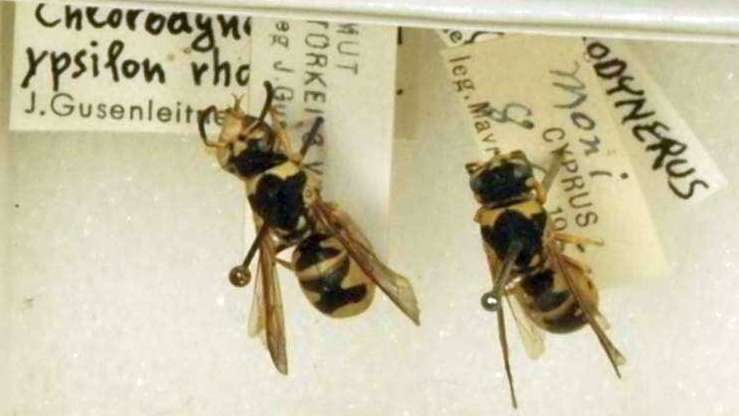
Chlorodynerus ypsilon

## Классификация
Известно около 30 видов. Род был выделен в 1951 году для вида Odynerus chloroticus Spinola, 1838. Род включают в состав подсемейства Eumeninae.
- Chlorodynerus araxanus (Blüthgen, 1956)
- Chlorodynerus arenicola (Kostylev, 1935)[8]
- Chlorodynerus biskrensis (Blüthgen, 1954)
- Chlorodynerus castrorum (Blüthgen, 1954)
- Chlorodynerus chloroticus (Spinola, 1838)
- Chlorodynerus deesanus (Cameron, 1907)
- Chlorodynerus diglaensis (Blüthgen, 1954)
- Chlorodynerus flavoferrugineus Giordani Soika, 1970
- Chlorodynerus geometricus (Giordani Soika, 1940)
- Chlorodynerus guichardi Giordani Soika, 1974
- Chlorodynerus gratus (Kostylev, 1940)
- Chlorodynerus horni (Giordani Soika, 1935)
- Chlorodynerus incisipes (Kostylev, 1935)[8][9]
- Chlorodynerus infrenis Giordani Soika, 1970
- Chlorodynerus intricatus Giordani Soika, 1957
- Chlorodynerus kelidopterus (Kohl, 1906)
- Chlorodynerus lamaosensis (Schulthess, 1934)
- Chlorodynerus lamellipes (Giordani Soika, 1940)
- Chlorodynerus loeffleri Giordani Soika, 1957
- Chlorodynerus mackenseni (Dusmet, 1917)
- Chlorodynerus maidli (Giordani Soika, 1934)
- Chlorodynerus mochii Giordani Soika, 1957
- Chlorodynerus sanctus (Blüthgen, 1954)
- Chlorodynerus schulthessianus (Kostylev, 1936)
- Chlorodynerus somalus Giordani Soika, 1957
- Chlorodynerus xanthus (Cameron, 1907)
- Chlorodynerus ypsilon (Kostylev, 1929)